# Michika Fukumori
Michika Fukumori (* 1969 in Mie) ist eine japanische Jazzmusikerin (Piano), die von New York City aus arbeitet.

## Leben und Wirken
Fukumori wuchs auf der japanischen Hauptinsel Honshū auf und begann bereits im Alter von drei Jahren Klavier zu spielen. In den nächsten drei Jahren begann sie, ihre eigene Musik zu komponieren und zu interpretieren. Nach einem Studium der klassischen Kompositionstechnik am College der Aichi Prefectual University of Fine Arts and Music studierte sie bei dem renommierten japanischen Pianisten Hiromasa Suzuki und begann in den Jazzclubs in und um Tokio professionell als Pianistin zu arbeiten.
Im Jahr 2000 zog Fukumori in die USA, wo sie am City College of New York bei Ron Carter und Geri Allen studierte und Privatunterricht bei Steve Kuhn nahm; 2003 absolvierte sie ihren Master-Abschluss. Mit ihrem Trio, zu dem David Finck und Billy Drummond gehörten, veröffentlichte sie 2004 das Debütalbum Infinite Thoughts (Key Click Records); 2016 folgte Quality Time (Summit Records), ebenfalls in Triobesetzung (mit Drummond und Aidan O’Donnell). 2018 legte sie mit Piano Images ein Soloalbum vor. Mit ihrem Trio und mit ihrem Quartett tourte sie mehrfach in den USA und Japan. Sie arbeitete weiterhin mit Sheila Jordan, Chieko Tsutsumi und Tatsuya Sato.